# 日涅维尔
日涅维尔（法語：Gignéville，法語發音：[ʒiɲevil] ⓘ）是法国大東部大區孚日省的一个市镇，属于讷沙托区。

## 地理
日涅维尔（48°6'30"N, 5°54'41"E）面积5.58 平方千米，位于法国大東部大區孚日省，该省份为法国东北部内陆省份，北起默兹省和默尔特-摩泽尔省，西接上马恩省，南至上索恩省和贝尔福地区省，东临上莱茵省和下莱茵省。
与日涅维尔接壤的市镇（或旧市镇、城区）包括：马雷、维维耶勒格拉、栋布罗勒塞克。

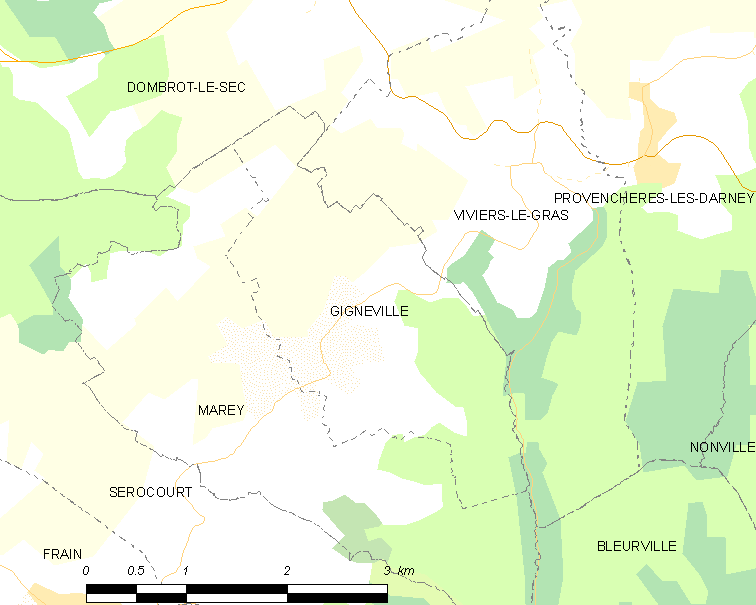
日涅维尔的OSM定位图

日涅维尔的时区为UTC+01:00、UTC+02:00（夏令时）。

## 行政
日涅维尔的邮政编码为88320，INSEE市镇编码为88199。

## 政治
日涅维尔所属的省级选区为达尔内县。

## 人口

1962-2008年间日涅维尔人口变化图示

日涅维尔于2022年1月1日时的人口数量为76人。